# Eosentomon foliaceum
Eosentomon foliaceum är en urinsektsart som beskrevs av Josef Rusek 1988. Eosentomon foliaceum ingår i släktet Eosentomon och familjen trakétrevfotingar. Inga underarter finns listade i Catalogue of Life.